# 贝尔奈区
贝尔奈区（法語：Arrondissement de Bernay）是法国厄尔省所辖的一个区，主要包括该省西部。总面积3226.7平方公里，总人口226533，人口密度70人/平方公里（2018年）。主要城镇为贝尔奈。

## 辖区
贝尔奈区辖有297个市镇。